# قلام هادئي
القُلام الهادئي (باللاتينية: Sarcocornia pacifica) نوع نباتي ينتمي إلى جنس القُلام من الفصيلة القطيفية.

## الموئل والانتشار
موطنه غرب الولايات المتحدة الأمريكية والمكسيك.

## الوصف النباتي
نبات عصاري.